# Alte Saalebrücke Jena-Burgau

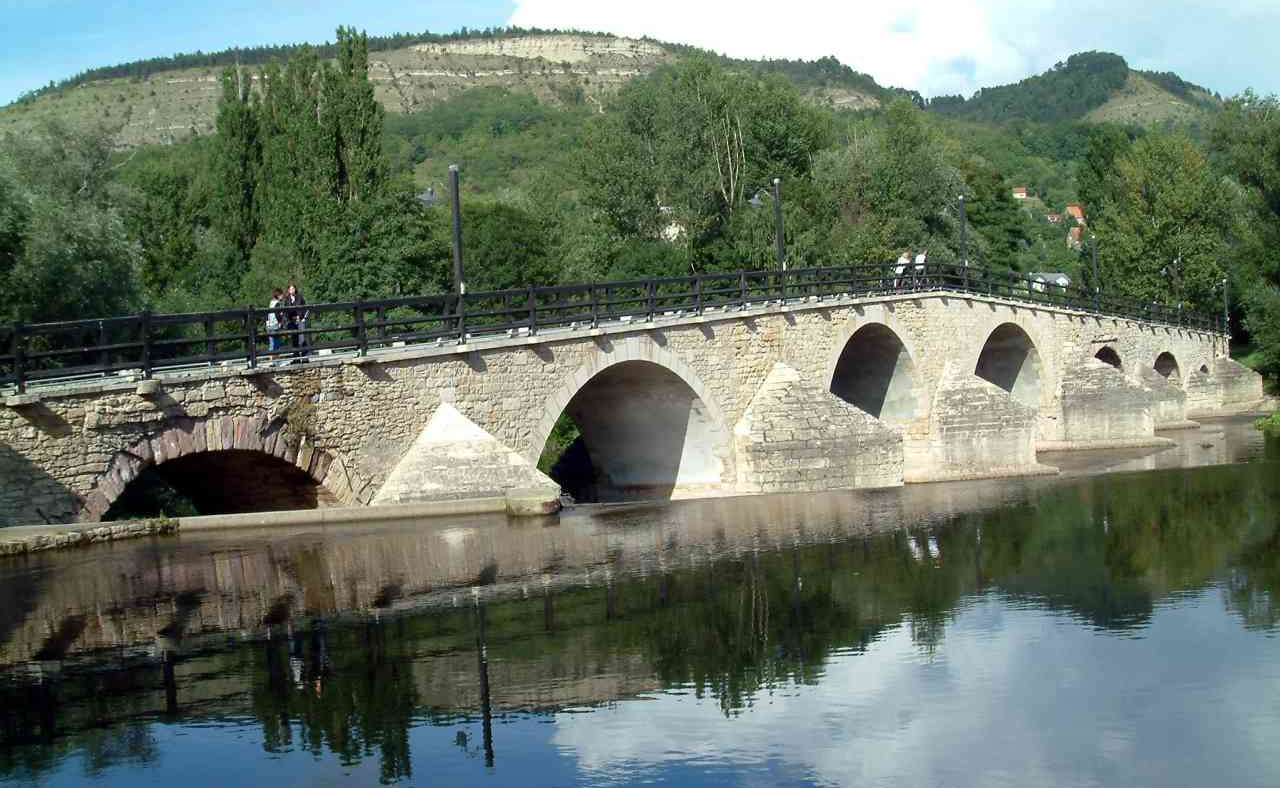
Alte Saalebrücke Jena-Burgau

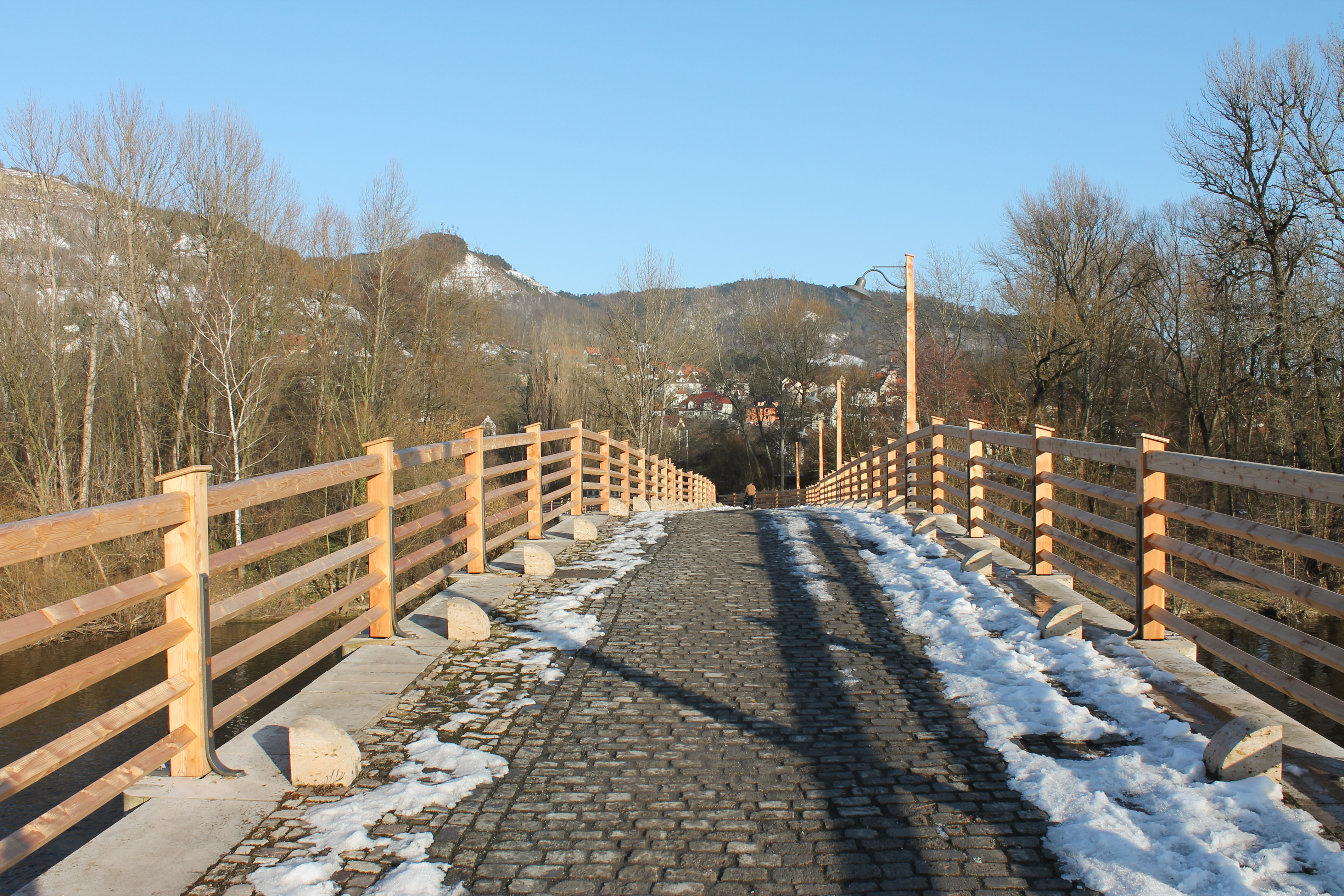
Fahrbahn nach der Sanierung

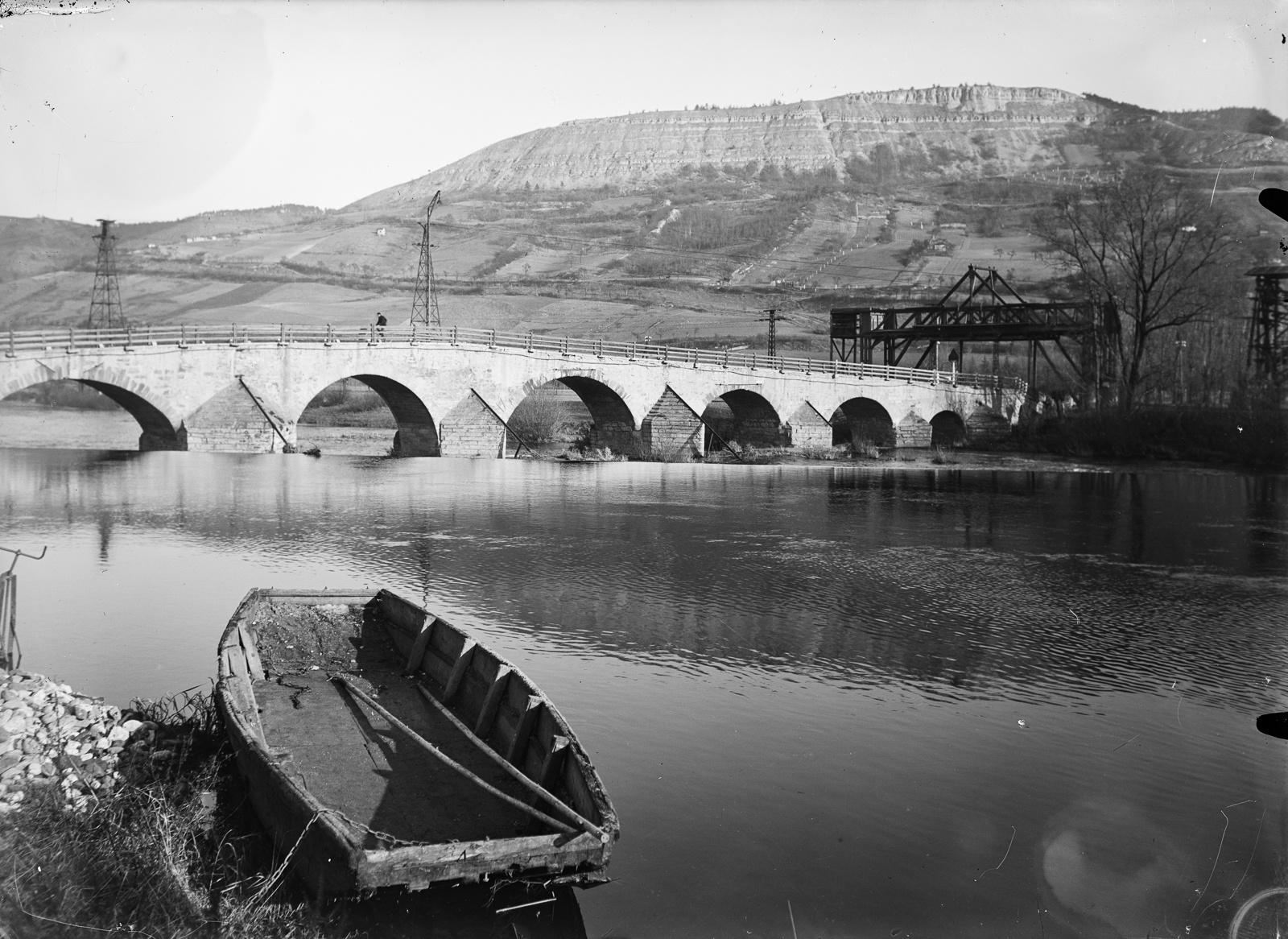
Die Brücke um 1925

Foto aus den 1930er Jahren mit einfacher Ampelregelung

Die Alte Saalebrücke Jena-Burgau  ist eine 142,4 Meter lange Steinbogenbrücke aus dem Jahr 1534, die bei den Jenaer Stadtteilen Burgau und Lobeda die Saale überspannt.

## Geschichte
Im Jahr 1484 wurde erstmals eine Holzbrücke als Bestandteil eines Handelswegs an diesem Ort erwähnt. 1491 begann deren Umbau durch Hans Münch von Würghausen in eine Steinbogenbrücke, der 1534 mit der Erweiterung um drei Bögen abgeschlossen war. Nach der Zerstörung im Dreißigjährigen Krieg (1637) erfolgte 1706 der Wiederaufbau, nach weiteren Umbauten erhielt sie 1744 ihr heutiges Aussehen. Die Pennickental-Seilbahn passierte von 1915 bis 1938 über die Brücke auf der Ostseite, eine Holzkonstruktion schützte die Brückenbenutzer vor von den Seilbahnwagen herabfallendem Gestein. Bis zum Bau einer neuen Saalebrücke in den 1930er Jahren verlief der gesamte Verkehr von und nach Lobeda über die Burgauer Brücke. Es kam daher zum Einsatz einer einfachen Ampelschaltung.
Im Zweiten Weltkrieg am 12. April 1945 sprengte die Wehrmacht die Bögen zwei, drei und vier. Jahrzehntelang unterblieb der komplette Wiederaufbau. Stattdessen erhielt die Brücke eine provisorische Holzkonstruktion über den zerstörten Bögen und diente fortan nur noch als Fußgängerbrücke; in den 1970er Jahren entstand zusätzlich etwa 100 m südlich der alten Brücke ein stählerner Fußgängersteg, der nach etwa 50 Jahren abgebaut wurde. 1983 wurde das Provisorium der alten Brücke gesperrt und das ungenutzte Bauwerk verfiel. Gegen einen vollständigen Abbruch regte sich aber Widerstand in der Bevölkerung. 1992 wurde ein „Verein zur Rettung der alten Saalebrücke Jena-Burgau e.V.“ gegründet, und es wurde mit der Sicherung der Brückensubstanz begonnen. 2001 begann der Wiederaufbau der Brücke mit den drei Bögen über eine Länge von 55 Metern, der nach einer feierlichen Freigabe als Fuß- und Radwegbrücke am 3. Oktober 2004 abgeschlossen war.

## Konstruktion
Auf den Pfeilersockeln sind die Gewölbereihen mit der Geometrie eines Halbkreisbogens aufgesetzt, wodurch im Normalfall bei mittlerem Wasserspiegel alle Gewölbe trocken bleiben. Pfeilersockelvorlagen, oberstrom keilförmig und unterstrom abgerundet ausgebildet, erhöhen die Standsicherheit der Brücke. Als Naturstein wurde Terabratelkalk, vereinzelt Buntsandstein verwendet.
Die maximal 9 m hohe Natursteinbrücke hat neun Bögen mit einer lichten Weite von 4,1 bis 11,7 m (Bogen 4). Die maximale Breite beträgt 5,1 m, die Fahrbahnbreite ungefähr 3,3 m. Die Konstruktionshöhe im Bogenscheitel ist zirka 1,0 m. Die drei wiederaufgebauten Bögen bestehen aus Stahlbeton und sind 4,8 m breit sowie 0,6 m dick.